# Edgewater (New Jersey)
Edgewater ist eine Stadt im Bergen County des Bundesstaats New Jersey in den USA. Das U.S. Census Bureau hat bei der Volkszählung 2020 eine Einwohnerzahl von 14.336 ermittelt.

## Geographie
Die Stadt hat eine Gesamtfläche von 6,3 km², davon 2,2 km² Land- und 4,1 km² (64,88 %) Wasserfläche.

## Geschichte
Sechs Bauwerke und Stätten im Ort sind im National Register of Historic Places (NRHP) eingetragen (Stand 26. Oktober 2018).

## Demographie
Nach der Volkszählung von 2000 gibt es 7.677 Menschen, 3.836 Haushalte und 1.971 Familien in der Stadt. Die Bevölkerungsdichte beträgt 3.487,2 Einwohner pro km². 67,12 % der Bevölkerung sind Weiße, 3,52 % Afroamerikaner, 0,21 % amerikanische Ureinwohner, 23,12 % Asiaten, 0,04 % pazifische Insulaner, 2,94 % anderer Herkunft und 3,05 % Mischlinge. 10,45 % sind Latinos unterschiedlicher Abstammung.
Von den 3.836 Haushalten haben 20,0 % Kinder unter 18 Jahre. 40,0 % davon sind verheiratete, zusammenlebende Paare, 8,4 % sind alleinerziehende Mütter, 48,6 % sind keine Familien, 39,1 % bestehen aus Singlehaushalten und in 6,3 % Menschen sind älter als 65. Die Durchschnittshaushaltsgröße beträgt 2,00, die Durchschnittsfamiliengröße 2,70.
15,4 % der Bevölkerung sind unter 18 Jahre alt, 5,3 % zwischen 18 und 24, 46,7 % zwischen 25 und 44, 23,6 % zwischen 45 und 64, 8,9 % älter als 65. Das Durchschnittsalter beträgt 36 Jahre. Das Verhältnis Frauen zu Männer beträgt 100:94,9, für Menschen älter als 18 Jahre beträgt das Verhältnis 100:92,9.
Das jährliche Durchschnittseinkommen der Haushalte beträgt 63.455 USD, das Durchschnittseinkommen der Familien 72.692 USD. Männer haben ein Durchschnittseinkommen von 50.795 USD, Frauen 49.238 USD. Der Prokopfeinkommen der Stadt beträgt 42.650 USD. 8,6 % der Bevölkerung und 6,2 % der Familien leben unterhalb der Armutsgrenze, davon sind 16,5 % Kinder oder Jugendliche jünger als 18 Jahre und 13,6 % der Menschen sind älter als 65.
Bei der Volkszählung von 2010 wurde eine Bevölkerungszahl von 11.513 registriert.